# Gwara łowicka
Gwara łowicka, gwara księżacka – gwara języka polskiego używana przez Księżaków zamieszkujących tereny historycznego księstwa łowickiego w okolicach Łowicza i Skierniewic na południowo-zachodnim Mazowszu. 

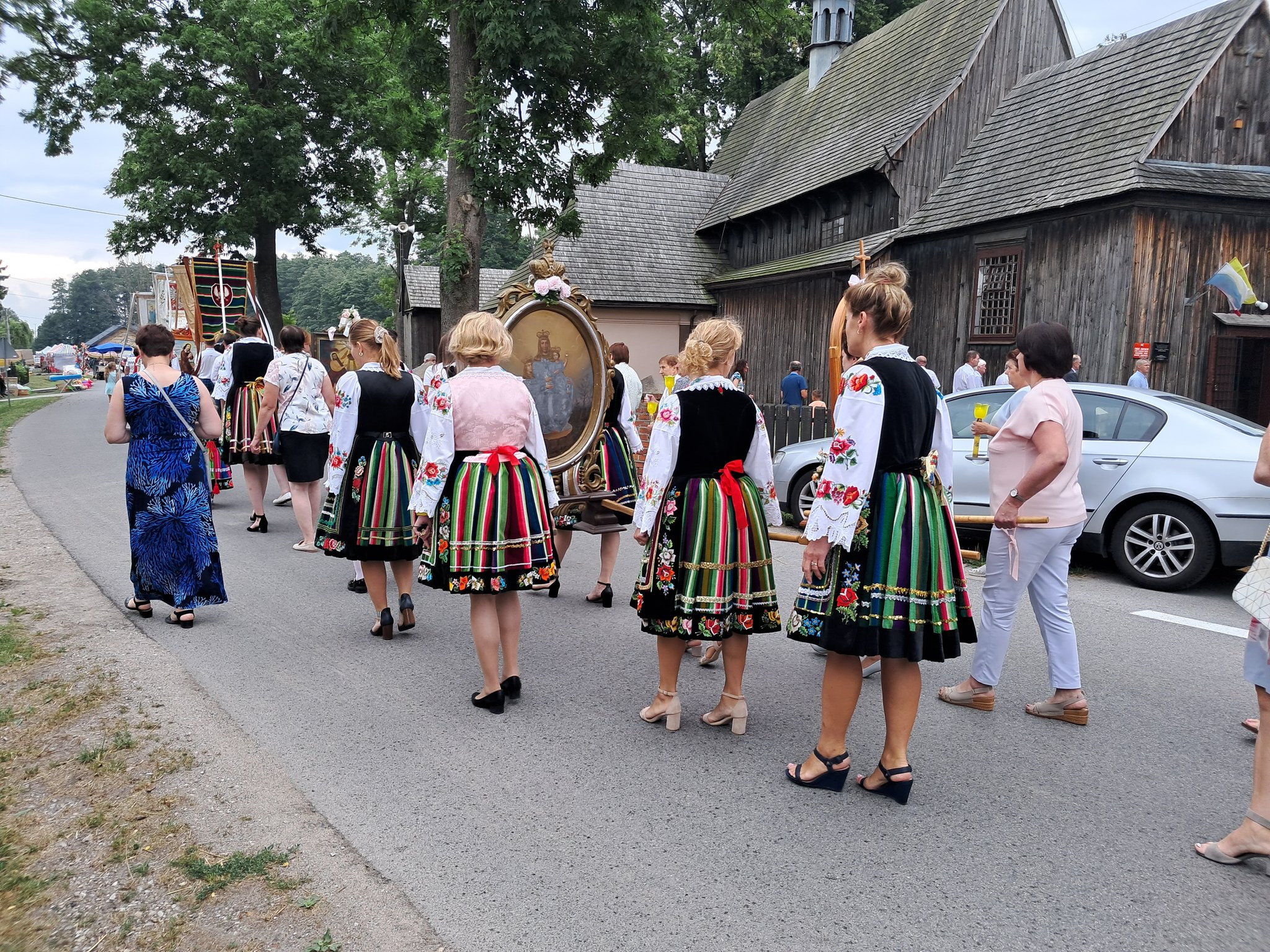
Odpust parafialny w Janisławicach w południowej części księstwa łowickiego

Jej przynależność dialektalna nie jest do końca jasna. W starszych publikacjach z dziedziny polskiej dialektologii zaliczano ją do gwar małopolskich, ale obecnie widoczna jest tendencja łączenia jej z dialektem mazowieckim. Problem ten wynika z właściwości gwary – ma ona cechy obu tych dialektów. Obok stroju łowickiego jest pielęgnowana jako jeden z najistotniejszych elementów tożsamości kulturowej Księżaków. Została dokładnie opisana przez Halinę Świderską w pracy pt. „Dialekt Księstwa Łowickiego” z 1929 roku, która do dziś jest najcenniejszą i najobszerniejszą publikacją w całości poświęconą gwarze łowickiej. Współczesna gwara ulega silnym wpływom polszczyzny literackiej lub jest przez nią całkowicie wypierana. Ochroną i popularyzacją gwary księżackiej zajmują się m.in. Łowicki Ośrodek Kultury oraz Muzeum w Łowiczu, które w 2014 roku we współpracy z dr hab. Renatą Marciniak-Firadzą oraz Zespołem Śpiewaczym „Ksinzoki” wydało publikację „Gwara - Księżaków język ojczysty. Dziedzictwo regionu łowickiego”, zawierającą m.in. obszerny słownik wyrazów gwarowych.

## Historia

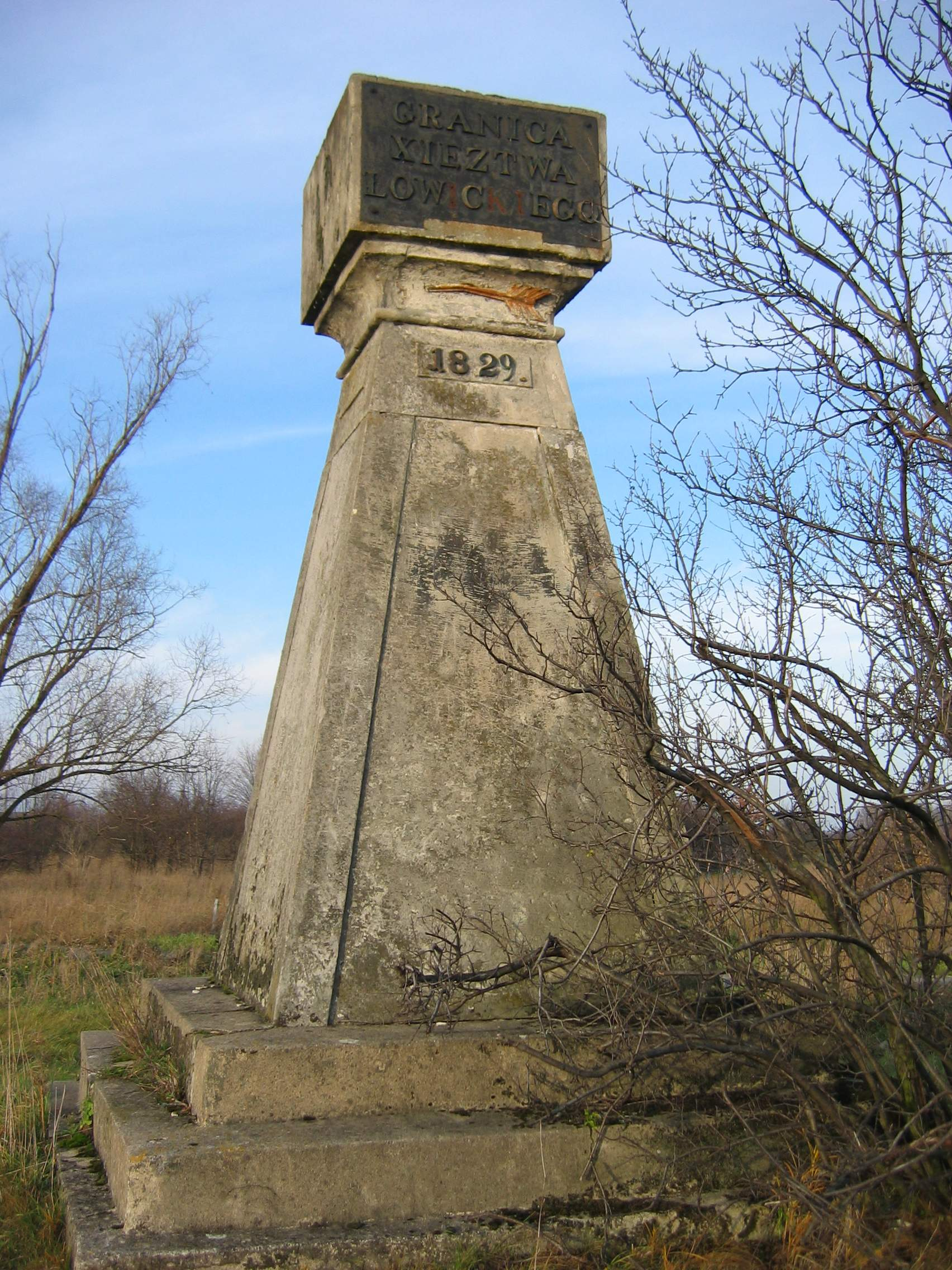
Słup graniczny księstwa łowickiego z 1829 w Patokach

W średniowieczu większość obszaru kasztelanii łowickiej należącej do arcybiskupstwa gnieźnieńskiego była pokryta lasami i pozostawała niezamieszkana. Taki stan rzeczy utrzymywał się do XIV wieku, kiedy arcybiskupi gnieźnieńscy Janisław i Jarosław Bogoria Skotnicki zaczęli rozwijać sieć osadniczą dóbr łowickich. Według Renaty Marciniak-Firadzy, w toku stosunkowo późnej kolonizacji tych ziem, do dóbr łowickich i skierniewickich mogli napływać osadnicy z Mazowsza, północnej Małopolski, ziemi sieradzkiej, łęczyckiej,Wielkopolski, a w szczególności z Kujaw. W efekcie, w nowo powstałych jednostkach osadniczych nałożyły się cechy różnych dialektów, prowadząc do powstania w dobrach arcybiskupich unikalnego obszaru dialektalnego.
Wielowiekowa przynależność do dóbr arcybiskupstwa zwanych od XVIII w. księstwem łowickim, większe swobody i wcześniejsze uwłaszczenie chłopów przyczyniło się do wykształcenia na ich terenie zamożniejszej grupy ludności, zachowującej odrębną tożsamość, kulturę materialną, ubiór i mowę. W drugiej połowie XIX wieku mieszkańcy przepełnionych wsi księstwa łowickiego zaczęli wykupywać sąsiednie dobra szlacheckie i osiedlać się na ich terenie, zachowując tożsamość, obyczaje i ubiór księżacki. Przyczyniło się to do poszerzenia etnograficznego i językowego zasięgu Księżaków aż pod Piątek.
Pierwszy słowniczek gwary łowickiej pochodzący z XIX w. wymienia się wśród źródeł Słownika gwar polskich Jana Karłowicza. Jest nim rękopiśmienny Słowniczek gwary od Domaniewic w Łowickiem. W I poł. XX w. badania nad gwarami księstwa łowickiego prowadziła pochodząca ze Strugienic Halina Świderska; w latach 1938 i 1946 na łamach czasopisma Poradnik Językowy ukazywały się jej artykuły o gwarze łowickiej, m.in. Nazwy barw w gwarze łowickiej oraz Parę uwag o mazurzeniu. W 1929 ukazała się jej monografia pt. Dialekt Księstwa Łowickiego.
Gwara jest współcześnie kultywowana jako ważny element kultury Księżaków w różnych środowiskach księstwa łowickiego, m.in. przez zespoły ludowe takie jak Zespół Śpiewaczy „Ksinzoki”. Mimo tego, od połowy XX w. ulega znacznym wpływom polszczyzny ogólnej i jest przez nią wypierana; Renata Marciniak-Firadza zwraca uwagę na zanik części gwarowych cech fonetycznych, a u wielu mieszkańców regionu całkowite zastąpienie wymowy gwarowej normą ogólnopolską. Wg badań Beaty Krokockiej, w 2010 tylko ok. 67,2% gwarowego słownictwa odnotowanego przez Halinę Świderską w 1929 r. funkcjonowało nadal w mowie wszystkich pokoleń.

## Zasięg występowania
Choć nazwa grupy etnograficznej Księżaków pochodzi od historycznego księstwa łowickiego, tradycyjnie utożsamianego z obszarem ich zamieszkania, ludność księżacka posługująca się gwarami łowickimi zamieszkuje również niektóre sąsiednie tereny dawnych dóbr szlacheckich, szczególnie te na zachód od księstwa. Wg Haliny Karaś, obszar występowania gwary księżackiej poza księstwem łowickim sięga okolic Brzezin na południu, Piątku na zachodzie oraz Sannik na północy, co pokrywa się z zasięgiem osadnictwa Księżackiego wg Anieli Chmielińskiej. Z kolei położone w gminie Skierniewice wsie Miedniewice, Pamiętna, Ruda oraz Samice, choć wchodziły w skład dóbr arcybiskupstwa gnieźnieńskiego, nie zostały zaliczone do księżackich przez Anielę Chmielińską. Ich mowy, zaliczającej się już do sąsiednich gwar Mazowsza bliższego, nie badała również Halina Świderska.
Niezależnie od historycznych granic księstwa, we współczesnym nazewnictwie etnograficznym i dialektologicznym, wszystkie obszary zamieszkane przez Księżaków często są zbiorczo określane niejednoznacznymi terminami Łowickie lub ziemia łowicka, używanymi również w odniesieniu do powiatu łowickiego.

## Pismo
Nie istnieje jednolite pismo księżackie. W tekstach popularnych, gwara łowicka jest zwykle zapisywana standardowym alfabetem polskim, skąd biorą się niekonsekwencje w zapisie. W pracach z dziedziny dialektologii stosowana jest różnego rodzaju transkrypcja fonetyczna.

## Fonetyka i fonologia

### Spółgłoski
Gwary księżackie charakteryzuje mazurzenie, czyli zmiana ogpol. spółgłosek sz, ż, cz i dż w gwarowe s, z, c i dz, powszechna w gwarach mazowieckich i małopolskich (zniscune, łoscyndzoł, kozuchy). Na obszarze księstwa łowickiego liczne są formy z siakaniem, które od XIX w. zastąpiły dawniejsze formy zmazurzone (Warsawa > Warsiawa, kosula > kosiula, skoła > śkoła). Upowszechnienie siakania w pewnych wyrazach jest po części wynikiem dążności do wyeliminowania mazurzenia; mogło wiązać się również z osadnictwem niemieckim, które wprowadziło na księstwo wyższą kulturę materialną. Z języka niemieckiego zapożyczono wówczas wyrazy określające nowe sprzęty (śpodel, śprycha); następnie spółgłoski miękkie przeniesiono z zapożyczeń do niektórych wyrazów rodzimych. Starsze formy ze spółgłoskami zębowymi (skoła, kosula) licznie występowały jeszcze w pierwszej połowie XX w. w kilku wsiach oddalonych od miast, m.in. Złaków Kościelny, Głuchów.
Wschodnia granica gwar łowickich jest też wschodnią granicą fonetyki międzywyrazowej udźwięczniającej, czyli dźwięcznej wymowy spółgłoski wygłosowej w pozycji międzywyrazowej (brad łojca, laz rośnie).
Rozpodobnieniu ulegają tu liczne grupy spółgłoskowe, przede wszystkim kt i chrz (chto, krzan, krzesny, krzyźwy, cwaróg). Tak jak w gwarach mazowieckich, w końcówkach -ami, -ymi itp. stwardnia się tu miękkie m (chłopokamy, chmuramy, dobrymy, my).
W licznych wyrazach zanika wargowość w wymowie miękkiego w (Łojic, Łyśkojice); zjawisko to występuje konsekwentnie w końcówkach rzeczownika w celowniku -owi i -owiu występujących w północnej części regionu (złodziejoju, chłopoji). W okolicach Lipiec Reymontowskich i Domaniewic wargowość zanika również w końcówce -ewi powszechnej na największym obszarze księstwa (kunieji, chłopeji).
Grupy jd, jś w wyrazach pochodnych czasownika iść przechodzą w gwarach księżackich w ńd, ńś (przyńdzie, wyńście).
W części odmiany czasownika jeść głoska j jest podwojona:
| forma             | forma             | liczba pojedyncza | liczba pojedyncza | liczba pojedyncza | liczba mnoga       | liczba mnoga        | liczba mnoga |
| forma             | forma             | 1. os.            | 2. os.            | 3. os.            | 1. os.             | 2. os.              | 3. os.       |
| ----------------- | ----------------- | ----------------- | ----------------- | ----------------- | ------------------ | ------------------- | ------------ |
| czas teraźniejszy | czas teraźniejszy | jjym              | jjes              | jje               | jjewa              | jjeta, jjecie       | jedzum       |
| czas przeszły     | m                 | jodym             | jodeś             | jod               | jedliśmy, jedliśwa | jedliśta, jedliście | jadły, jedli |
| czas przeszły     | ż                 | jadłam            | jadłaś            | jadła             | jedliśmy, jedliśwa | jedliśta, jedliście | jadły        |
| czas przeszły     | n                 |                   |                   | jadło             |                    |                     | jadły        |

Gwary łowickie zachowują fonem [ɣ] (dźwięczne h); spotykany jest w ograniczonej liczbie wyrazów, tylko w pozycji nagłosowej (Hyniek, hebel, handrycyć, horcować, hok, hunór).

### Samogłoski

#### Kontynuanty staropolskich samogłosek długich
Do I poł XX w. w gwarach księżackich istniał fonem oł pochodzący ze staropolskiego а̄; w gwarze współczesnej wyrównał się on z o (jo mom, gro, znota, corny, śwyniok). Cechą wyróżniającą gwarę łowicką spośród gwar sąsiednich jest wymowa staropolskiego ē jako e (chleb, mleko, ser); w gwarze dawnych dóbr szlacheckich graniczących z księstwem łowickim (gwary Mazowsza bliższego oraz gwary łęczyckie) wymawiane są one jako i lub y, z czego w XX w. naśmiewali się Księżacy. Gwary księżackie południowych parafii powiatu skierniewickiego (m.in. Słupia, Janisławice, Białynin) zapożyczyły jednak z sąsiednich gwar liczne formy z głoskami y, i (chlib, sikiera, mliko).

#### Protezy
Do XX w. w gwarach łowickich fonem o był dyftongiem ło (kłot, chłodzić, młoja); prelabializację zachował on do dzisiaj głównie w pozycji nagłosowej (łoscyndzać, łokno). Na początku wyrazu prelabializacji ulega również samogłoska u (łul, łucyć). Prejotacji ulega zwykle samogłoska i w pozycji nagłosowej (jigła, jiść, ji). Liczne formy wyrazów rozpoczynających się na a z protezą j (jaz, jangryst, Jantuni, Jandrzej) są pozostałością zachodzącej dawniej prejotacji samogłoski a w nagłosie, która jednak nie jest już produktywnym procesem fonetycznym.

#### Rozwój samogłosek nosowych
Ścieśnieniu ulegają samogłoski nosowe. Samogłoska ę była w I poł. XX w. wymawiana w różnych stopniach ścieśnienia od ę do yN oraz niekiedy iN po spółgłoskach miękkich. Współcześnie ę wyrównuje się najczęściej z yN po spółgłoskach twardych i iN po spółgłoskach miękkich (cynsto, rynka, kryncić, ale mindzy, dziewińć). Tak samo, jak we współczesnej polszczyźnie literackiej, odnosowieniu konsekwentnie ulega ę na końcu wyrazu (dziołche, widze).
Samogłoska ą, podobnie jak ę, przybierała dawniej różne barwy od o do u, lecz obecnie zwykle wyrównuje się z jedną z nich (ksiundz lub ksiondz, puncki, krung). W wygłosie ą brzmi jak om lub um (idum, motykom, jadom); współcześnie w gwarze nie odnotowano jego wymowy jako nosowego dyftongu znanego z polszczyzny literackiej.

#### Inne zmiany w samogłoskach ustnych
Podobnie do samogłosek nosowych, grupy oN i eN są w gwarze łowickiej ścieśniane do yN, iN oraz uN (dynko, lin, kłunica); od okresu międzywojennego zaszły tu te same zmiany co w samogłoskach nosowych, w wyniku których rzadko już występują tu samogłoski pochylone. Ścieśnieniu do u ulega zarówno o pochodzące z stpol. o (księżacki fonem ło) jak i to pochodzące z dawnego a długiego (dawny fonem oł).
Charakterystyczne dla gwary łowickiej jest rozszerzenie wymowy samogłosek i, y do e przed spółgłoskami l, ł, r (lelija, chodzieli, beł, bele, famielija). Gwary księżackiej części powiatu skierniewickiego zapożyczyły z gwar Mazowsza bliższego końcówkę -uł, która występuje w formach czasu przeszłego rodzaju męskiego niektórych czasowników (poluł, zuł, chodziuł). Wg Haliny Świderskiej, w powiecie skierniewickim, poza rodzajem męskim nadal powszechnie występowała tam odmiana z -eł, -eła, -eło itd.; używano również ogólnopolskich -ił, iła, iło. Czasownik być nadal był tam odmieniany z grupą -eł- we wszystkich rodzajach pomimo upowszechnienia końcówki -uł. Współcześnie, Renata Marciniak-Firadza zauważyła regres końcówki -uł, jednak odnotowała w Gzowie formę buł (był).
Samogłoska o może ulegać ścieśnieniu do u przed spółgłoską l (pulicyjanty, cekulada). Samogłoska w grupie -or ulega ścieśnieniu tylko w wygłosie (motór ale motory, dochtór ale dochtorym).
Niektóre wyrazy w gwarach księstwa łowickiego do dzisiaj występują w formach z nagłosową grupą re- zamiast ra- (redło, redzić, Recul, rymie); jest to pozostałość zachodzącego tu dawniej procesu fonetycznego związanego z gwarami mazowieckimi.
Końcówki czasowników w trybie rozkazującym -aj, -ajcie, -ajta, -ajmy, -ajwa oraz przysłówków -aj przechodzą w gwarze łowickiej w -ej, -ejcie, -ejta, -ejmy, -ejwa (słuchejta, dzisiej, tamej, godej). W powiecie skierniewickim oraz niektórych, pogranicznych parafiach powiatu łowickiego upowszechniły się końcówki -ojcie, -ojta, -ojmy, -ojwa pochodzące z gwar sąsiednich.

#### Ściągnięcia
W gwarach księżackich końcówki -ej w odmianie przymiotników i przysłówków ulegają ściągnięciu do -y, -i (dobry, lepi, cyńści). Wygłosowe -ej w czasownikach i rzeczownikach zachowuje spółgłoskę (wylij, wdzij, Bartłumij).
Czasowniki stać i bać się występują w formach archaicznych bez kontrakcji:
| forma             | forma             | liczba pojedyncza | liczba pojedyncza | liczba pojedyncza | liczba mnoga           | liczba mnoga            | liczba mnoga     |
| forma             | forma             | 1. os.            | 2. os.            | 3. os.            | 1. os.                 | 2. os.                  | 3. os.           |
| ----------------- | ----------------- | ----------------- | ----------------- | ----------------- | ---------------------- | ----------------------- | ---------------- |
| czas teraźniejszy | czas teraźniejszy | stoje             | stojis            | stoji             | stojimy, stojiwa       | stojita, stojicie       | stojum, stojom   |
| czas przeszły     | m                 | stojołym          | stojołeś          | stojoł            | stojeliśmy, stojeliśwa | stojeliśta, stojeliście | stojały, stojeli |
| czas przeszły     | ż                 | stojałam          | stojałaś          | stojała           | stojeliśmy, stojeliśwa | stojeliśta, stojeliście | stojały          |
| czas przeszły     | n                 |                   |                   | stojało           |                        |                         | stojały          |

#### Przegłos
Gwary księstwa łowickiego charakteryzuje dużo mniejszy zakres przegłosu niż w polszczyźnie literackiej; przejawia się to w zachowaniu dawnych form z samogłoską e w tematach słowotwórczych (łubier, piełon, pieron, zwiesna). Ta własność gwar księstwa łowickiego najbardziej widoczna jest w odmianie czasowników:
| forma             | forma             | liczba pojedyncza | liczba pojedyncza | liczba pojedyncza | liczba mnoga                   | liczba mnoga          | liczba mnoga   |
| forma             | forma             | 1. os.            | 2. os.            | 3. os.            | 1. os.                         | 2. os.                | 3. os.         |
| ----------------- | ----------------- | ----------------- | ----------------- | ----------------- | ------------------------------ | --------------------- | -------------- |
| czas teraźniejszy | czas teraźniejszy | niese             | niesies           | niesie            | niesiewa, niesimy              | niesieta, niesiecie   | niesum         |
| czas przeszły     | m                 | niózym            | nióześ            | niós              | nieśliśwa, nieśliśmy, nieślimy | nieśliśta, nieśliście | niesły, nieśli |
| czas przeszły     | ż                 | niesłam           | niesłaś           | niesła            | nieśliśwa, nieśliśmy, nieślimy | nieśliśta, nieśliście | niesły         |
| czas przeszły     | n                 |                   |                   | niesło            |                                |                       | niesły         |

## Morfologia i odmiana

### Czasownik
Dialekt księstwa łowickiego zachowuje archaiczne końcówki czasowników pochodzące z dawnej liczby podwójnej.
Archaiczna końcówka czasownika liczby podwójnej -wa odnosi się w gwarze łowickiej do 1. os. l.mn. Wg Haliny Świderskiej, w XX w. najwięcej form z końcówką -wa używano w Złakowie Borowym oraz w powiecie łowickim, gdzie występowały one we wszystkich czasach i trybach (growa, jezdeśwa, bedziewa). Była ona wyłączna w trybie rozkazującym, do którego ograniczał się zakres jej użycia w pow. skierniewickim (chodźwa, jedźwa, nieśwa). Współcześnie końcówka -wa występuje głównie na obszarze powiatu łowickiego, przede wszystkim w czasie przeszłym oraz w trybie rozkazującym (przemówieliśwa sie). W Gzowie Renata Marciniak odnotowała jej użycie w czasach teraźniejszym i przyszłym. Koegzystuje ona z ogólnopolskimi końcówkami -my, -śmy (wiezimy, pojedzimy, piekliśmy).
Używane w XX w. końcówki pierwszej osoby l.mn. -im (pieklim, sielim) oraz -imy (mielimy, wsielimy) nie zostały potwierdzone współcześnie.
Na całym obszarze księstwa powszechnie występuje końcówka czasownika -ta pochodząca z 2. os. dawnej liczby podwójnej, która obecnie odnosi się do 2. os. l. mn. (chceta, jidzieta, mota, chodźta, łostońta). Jej konsekwentne zachowanie wynika z odmiennej funkcji ogólnopolskiej końcówki -cie, której używa się zwrotach grzecznościowych do jednej osoby starszej lub żonatej, tzw. pluralis maiestaticus (weźcie tatulu, pódziecie babko).
W pluralis maiestaticus występują jedynie formy męskoosobowe (matka krzyceli na mnie, wasi matecka pośli do miasta), podczas gdy w zwykłej liczbie mnogiej niemal całkowicie zapanowała forma niemęskoosobowa (śklorze chodzieły, moje rodzice, nase Struginioki). Rzadziej występuje zjawisko mieszania rodzajów.
Czasowniki o bezokolicznikach zakończonych na -ąć w czasie przeszłym dokonanym należą w gwarach łowickich do tej samej kategorii co czasowniki typu nosić. W związku z czym obowiązuje dla nich odmiana z -eł- (w powiecie łowickim wyłączna), -ił- i -ył- oraz końcówką -uł (powiat skierniewicki). Poza rodzajem męskim, w czasownikach tych ginie przyrostek -nę-/-ną- (krzykli, cisła ale cisneł):
| W powiecie łowickim:       | W powiecie łowickim: | W powiecie łowickim: | W powiecie łowickim: | W powiecie łowickim: | W powiecie łowickim:   | W powiecie łowickim:    | W powiecie łowickim: |
| forma                      | forma                | liczba pojedyncza    | liczba pojedyncza    | liczba pojedyncza    | liczba mnoga           | liczba mnoga            | liczba mnoga         |
| forma                      | forma                | 1. os.               | 2. os.               | 3. os.               | 1. os.                 | 2. os.                  | 3. os.               |
| -------------------------- | -------------------- | -------------------- | -------------------- | -------------------- | ---------------------- | ----------------------- | -------------------- |
| czas przeszły dokonany     | m                    | cisnełym             | cisnełeś             | cisneł               | cisneliśwa, cisneliśmy | cisneliśta, cisneliście | cisły, ciśli         |
| czas przeszły dokonany     | ż                    | cisłam               | cisłaś               | cisła                | cisneliśwa, cisneliśmy | cisneliśta, cisneliście | cisły                |
| czas przeszły dokonany     | n                    |                      |                      | cisło                |                        |                         | cisły                |
| W powiecie skierniewickim: |                      |                      |                      |                      |                        |                         |                      |
| forma                      | forma                | liczba pojedyncza    | liczba pojedyncza    | liczba pojedyncza    | liczba mnoga           | liczba mnoga            | liczba mnoga         |
| forma                      | forma                | 1. os.               | 2. os.               | 3. os.               | 1. os.                 | 2. os.                  | 3. os.               |
| czas przeszły dokonany     | m                    | cisnułym, cisnyłym   | cisnułeś, cisnyłeś   | cisnuł, cisnył       | cisnyliśmy             | cisnyliśta, cisnyliście | cisły, ciśli         |
| czas przeszły dokonany     | ż                    | cisłam               | cisłaś               | cisła                | cisnyliśmy             | cisnyliśta, cisnyliście | cisły                |
| czas przeszły dokonany     | n                    |                      |                      | cisło                |                        |                         | cisły                |

Czasowniki typu siać z koncówką -ali w czasie przeszłym mają w gwarze łowickiej końcówki -eli (sieli, leli, grzeli, śmieli). Taka wymowa jest powszechnie spotykana w polszczyźnie literackiej na Mazowszu; obok form standardowych jest uważana za poprawną.
Po części zachowano archaiczną odmianę czasownika jechać. Formy fleksyjne czasownika jechać oraz jego pochodnych zaczynają się w l.p. grupą ja- (jadzie, przyjadzie). W pierwszej i drugiej osobie lm. jest to nowsze je- (jedzieta).
Czasownik być ma w trzeciej osobie archaiczną formę je; występuje ona w absolutnym wygłosie. W środku wypowiedzi jest ona używana zamiennie z ogpol. jest:
| forma             | forma             | liczba pojedyncza | liczba pojedyncza | liczba pojedyncza | liczba mnoga       | liczba mnoga        | liczba mnoga       |
| forma             | forma             | 1. os.            | 2. os.            | 3. os.            | 1. os.             | 2. os.              | 3. os.             |
| ----------------- | ----------------- | ----------------- | ----------------- | ----------------- | ------------------ | ------------------- | ------------------ |
| czas teraźniejszy | czas teraźniejszy | jezdym            | jezdeś            | jest, je          | jezdeśwa, jezdeśmy | jezdeśta, jezdeście | som, sum           |
| czas przeszły     | m                 | bełym             | bełeś             | beł buł           | beliźwa, beliśmy   | beliśta, beliście   | beły, beli         |
| czas przeszły     | ż                 | bełam             | bełaś             | beła              | beliźwa, beliśmy   | beliśta, beliście   | beły               |
| czas przeszły     | n                 |                   |                   | beło              |                    |                     | beły               |
| czas przyszły     | czas przyszły     | bede byne         | bedzies           | bedzie            | bedzimy, bedziewa  | bedzieta, bedziecie | bedom, bedum bynum |

### Rzeczownik
Istnieją cztery końcówki rzeczowników w celowniku właściwe dla innych części regionu. W parafii złakowskiej używana jest ogólnopolska końcówka -owi, która w wyniku zaniku wargowości w wymowie miękkiego w przyjmuje formę -oji (kunioji). Gwara parafii kocierzewskiej oraz częściowo parafii kompińskiej zapożyczyła z gwar Mazowsza bliższego końcówkę -oju (kunioju). Na największym obszarze księstwa występują końcówki -ewi (chłopokewi, Józwewi, Zydewi), w miejscowościach oddalonych od miast przybierające również zmiękczoną formę -eji (syneji, rzundeji, wyrobnikeji). Wg Haliny Świderskiej w XX w. nie mogło być mowy o wytyczeniu granicy między dwiema ostatnimi, które koegzystowały ze sobą w tych samych miejscowościach i domostwach. Atlas Gwar Mazowieckich Anny Kowalskiej notuje występowanie -eji w okolicy Domaniewic i Lipiec Reymontowskich.
Końcówka rzeczownika w dopełniaczu -ów jest w gwarze księżackiej powszechnie stosowana we wszystkich rodzajach gramatycznych (łowców, jojków, chmurów).

### Imiesłów
Imiesłów przymiotnikowy czynny czasu teraźniejszego występuje w gwarach księżackich nadzwyczajnie rzadko, głównie w kilku utartych zwrotach (niewiele myśluncy, siedzuncy). Dużo częściej pojawia się w formie odmiennej dla określenia pewnych cech stałych (łun je znajuncy – o doktorze; nieborosko gmina nienolezunco do ksinstwa).

## Słowotwórstwo
Nazwy istot niedorosłych są w gwarze łowickiej tworzone za pomocą mazowieckiego przyrostka -ak, który w gwarze łowickiej rozwinął się w -ok (śwyniok, prosiok, dzieciok).
Gwary księżackie wykazują dużą produktywność przyrostka -ywać, za pomocą którego od wielu czasowników można utworzyć wtórne formy wielokrotne na wzór ogpol. grać — grywać (chodziwać, sadziwać, strasywać).
Halina Świderska przedstawiała gwarę księżacką jako dialekt o żywej twórczości w zakresie słowotwórstwa; zwracała uwagę na dowolność użyć tego samego wyrazu w różnych znaczeniach oraz dużą swobodę w nazywaniu tego samego zjawiska przy użyciu różnych wyrazów o innej konstrukcji (np. ponoze, podnoze, cłapok, cłapac, cłapiec, cłapień, deska, próg oraz spodek jako określenia pedału kołowrotka). Doraźne tworzenie tego typu złożeń, niejednokrotnie o wąskim zasięgu użycia i krótkim czasie życia w przypadku, w którym użytkownikowi zabrakło wyrazu na nienazwane dotąd zjawisko lub z pamięci usunął mu się wyraz dawniejszy, jest cechą dialektów ludowych.

## Składnia
Gwarę łowicką cechuje archaiczna składnia.
Czasowniki w gwarach księstwa łowickiego, zamiast łączyć się z przysłówkami, wzmacniane bywają za pomocą fraz typu ino-ino, aby-aby, nawet-nawet; te wyrazy bez tego typu reduplikacji nie mają zabarwienia emocjonalnego – Józia tańcowała jaz-jaz! (tzn. pięknie tańczyła), dej my soli ino-ino (tzn. troszeczkę soli). Podobną funkcję pełni powtórzenie czasownika w formie bezokolicznika przed jego formą osobową w zdaniach śpiewać to łuna śpiewała! czy ale ze najeść sie, to zym sie najod!.
Podobnie jak w innych dialektach ludowych, w gwarach łowickich dużo bardziej powszechne są zdania bezpodmiotowe. Pierwotnie wyrażały one głównie zjawiska i stany niezależne od woli człowieka (łumarło mu sie, ckło my sie, cni my sie); w przeciwieństwie do języka standardowego, w którym odchodzi się od tego typu konstrukcji, gwara przeniosła je również do zdań wyrażających czynności (naliceło my sie). Liczna grupa czasowników, które w języku literackim od XIX w. występują same (pytać, prosić, znaczyć, słuchać itp.), w gwarze zachowują zwykle zaimek się (znacy sie, pytom sie, pole granicy sie).
Przysłówki w gwarze łowickiej odnoszą się zwykle do czasowników; funkcję przysłówka określającego przymiotnik przejmuje często odpowiadający mu przymiotnik (sielno galanto dziołcha, gorso brudzunco farba). Przysłówek bardzo może natomiast odnosić się nie tylko do przymiotników, przysłówków i czasowników, ale również do wyrażeń przyimkowych oraz rzeczowników (bardzo mróz je, wsio bardzo w porzundku beło, to bardzo ból).

## Zróżnicowanie regionalne
Halina Świderska podkreślała odrębność gwar księżackiej części powiatu skierniewickiego, które ze względu na położenie na wąskim pasie wsi pośród ziem nieksiężackich (gwarowo określanych mianem ślacheccyzny) łatwiej ulegały wpływom obcym. Przejawia się to m.in. w użyciu cząstki -oj- zamiast -ej- w czasownikach w trybie rozkazującym oraz końcówki -uł w czasownikach r.m. cz. przesz.
Na tle gwar powiatu łowickiego, będącego bardziej zwartym obszarem zamieszkanym przez Księżaków, wyróżnia się mowa parafii złakowskiej oraz kocierzewskiej. Dla celownika r.m. używa się w nich kolejno końcówek -oji i -oju w miejsce typowych dla gwar księstwa łowickiego -ewi i -eji.

## Przykłady

### XX wiek
| oryginał | przybliżone tłumaczenie | uwagi |
| --- | --- | --- |
| Downik – stare ludzie tak łopowiedywali – to wóz beł z drzewa i łosie beły drzewianne, to jak smarowidło wysło, to wóz sie spoleł.                                          | Dawniej – starzy ludzie tak opowiadali – to wozy były z drewna i osi były drewniane, to jak (się zdarzyło, że) smar wysechł, to wóz się spalił.                                    | Łopowiedywać i jeździwać są jednymi z wielu gwarowych form wielokrotnych, analogicznych do ogpol. grywać.            |
| Kolejów jesce nie beło, to furmany na bosych wozach do Warsiawy jeździwały.                                                                                                 | Torów kolejowych jeszcze nie było, to furmani jeździli do Warszawy na nieokutych wozach.                                                                                           | Łopowiedywać i jeździwać są jednymi z wielu gwarowych form wielokrotnych, analogicznych do ogpol. grywać.            |
| Ale noród downi beł lepsy. I wiara lepso. Do kościoła ludzie zawdy chodzieli i ksindza słuchali, nie drzoźnieli mu sie. A tero, to sie juz i słuchać tych młodych nie chce. | Ale ludzie dawniej byli lepsi. I wiara lepsza. Do kościoła ludzie zawsze chodzili i księdza słuchali, nie drażnili się z nim. A teraz, to się już i słuchać tych młodych nie chce. | Wyraz noród w gwarach księżackich może odnosić się do każdej grupy ludzi, niekoniecznie narodu w sensie narodowości. |

| oryginał | przybliżone tłumaczenie | uwagi |
| --- | --- | --- |
| Ten grod co prysnuł w Zielune Świuntki źbiuł do cna kartofle, zyto, jecmiń.                                                                                     | Ten grad, który spadł w Zielone Świątki zniszczył zupełnie ziemniaki, żyto, jęczmień.                                                                                 | Wg Haliny Świderskiej pryskać jako określenie zjawisk atmosferycznych (deszcz, grad) występuje tylko w pow. skierniewickim. W pow. łowickim deszcz pado. Końcówka -uł w czasownikach w cz. przesz. r.m. są typowe dla powiatu skierniewickiego. W powiecie łowickim tę samą funkcję pełni końcówka -eł.                                                                                             |
| Lny tez, wsio posło. Kumu co niebuńdź jesce łostało ale nom, moja pani, nic.                                                                                    | Lny też, wszystko poszło. Niektórym cokolwiek jeszcze zostało, ale nam, szanowna Pani, nic.                                                                           | Gwarowe przyrostki -niebuńdź oraz -lek odpowiadają ogólnopolskiemu -kolwiek. Złożenia co niebuńdź, co lek oznaczają cokolwiek. |
| I te kartofle co je skrobe – to pożycune. Ni ma nic w stodole. Wcale zniw ni momy. A tu dzieci w chałupie je, jeś trza dać, a chleba ni ma.                     | I te ziemniaki, które obieram – to pożyczone. Nie ma nic w stodole. Wcale żniw nie mamy. A tu dzieci w domu są, jeść im trzeba dać, a chleba nie ma.                  | |
| A jesce ło podatki wołają. Zeby tak pani ksindzu powiedziała. Łun przecie Borynów zno. To by te zopumuge nom tez dali.                                          | A jeszcze o podatki wołają. Żeby tak Pani księdzu powiedziała. On przecież Borynów zna. To by tę zapomogę nam też dali.                                               | Wg Haliny Świderskiej formy męskoosobowe pełnią w gwarach księżackich głównie funkcję pluralis maiestaticus odnoszącego się do jednej osoby. Ich ogólnopolskie znaczenie niemal całkowicie przejęły formy niemęskoosobowe. W tym wypadku informatorka Świderskiej zastosowała formę męskoosobową w odniesieniu do bliżej nieokreślonego, zbiorowego podmiotu, co w gwarze jest jej rzadszą funkcją. |
| Nu, momy gront, ale przecie zimi nicht gryś nie bedzie. Zesły rok dobre zniwa beły, aleśmy zopas przedali, bo siostrze spłate trza beło dać. I nic nie łostało. | No, mamy grunt, ale przecież ziemi nikt gryźć nie będzie. Zeszłego roku dobre żniwa były, ale sprzedaliśmy zapasy, bo trzeba było spłacić siostrę. I nic nie zostało. | |

### XXI wiek
| oryginał                                                                                     | przybliżone tłumaczenie                                                                             | uwagi |
| -------------------------------------------------------------------------------------------- | --------------------------------------------------------------------------------------------------- | --- |
| Ty zy mnie sydzis chłopoku, ty zy mnie sydzis, ty me tylko wtedy kochos kiedy me widzis. […] | Ty ze mnie szydzisz chłopaku, ty ze mnie szydzisz. Ty mnie tylko wtedy kochasz, kiedy mnie widzisz. | Względnie literacka forma tylko zamiast gwarowych odpowiedników jyno, jino, telko. W innym wykonaniu tej samej pieśni Bogusława Drzewiecka stosuje formę jino. |
| Ty bedzies mojom dziewcyno, ty bedzies mojom, a jag my sie przysiewecki w polu dostojom. […] | Ty będziesz moją, dziewczyno, ty będziesz moją, a jak mi zboże w polu dojrzeje.                     | Czasownik dostojić sie odnoszący się do zboża oznacza w gwarach księżackich dojrzeć. W powiecie skierniewickim, obok dostojić występuje forma łustojić, którą stosuje Bogusława Drzewiecka w innym wykonaniu tej samej pieśni.                                                   |
| Jednom cynś dom proboscewi, niech msze łodprawi, a zeby nom som Pan Jezus pobłogosławił.     | Jedną część dam proboszczowi, niech mszę odprawi, a żeby nam sam Pan Jezus pobłogosławił.           | W czasownikach r.m. cz. przesz. użyto tu ogólnopolskiej końcówki -ił. Wraz z zapożyczoną z gwar sąsiednich końcówką -uł szerzyła się ona w gwarach pow. skierniewickiego już w okresie międzywojennym, wypierając dawniejszą, nadal konsekwentnie stosowaną w pow. łowickim -eł. |
| Drugom cynś dom łorganiście, co pójdzie na chór ji zaśpiewo łurocyście Weni Kreatór. […]     | Drugą część dam organiście, co pójdzie na chór i zaśpiewa uroczyście Veni Creator.                  | Nadal produktywna zmiana fonetyczna polegająca na ścieśnieniu samogłoski w wygłosowej grupie -or zaszła tu nawet w łacińskim tytule Hymnu do Ducha Świętego. |

## W kulturze
Władysław Reymont wykorzystał elementy gwary łowickiej z Lipiec w swojej powieści Chłopi wydawanej w latach 1904–1909, za którą w 1924 otrzymał nagrodę Nobla. Jego stylizacja gwarowa była jednak krytykowana przez dialektologów, m.in. Kazimierza Nitscha, który zauważył, że Reymont znał gwarę księżacką niedokładnie i powierzchownie.
Autentyczną gwarą księżacką posłużył się Julian Gałaj w większości dialogów swojej powieści Mystkowice wioska mała… z 1946.
Współcześnie gwarą łowicką posługuje się poetka ludowa Joanna Bolimowska, dyrektor zespołu ludowego „Ksinzoki” oraz autorka m.in. wierszy Łowickie róze oraz Łowickimu harmuniście. Na gwarę przetłumaczyła również przedstawienie Wilia u Ksinzoków autorstwa Ludomira Goździkiewicza.